# El Embocadero
El Embocadero es una congregación del municipio de Ilamatlán ubicado en la región de la Huasteca Baja del estado mexicano de Veracruz.

## Geografía
La localidad de El Embocadero se sitúa en las coordenadas geográficas 20°50′58″N 98°22′58″O / 20.849444, -98.382778, a una elevación de 303 metros sobre el nivel del mar.

## Demografía
Según el Conteo de Población y Vivienda 2020, efectuado por el Instituto Nacional de Estadística y Geografía, la localidad de El Embocadero tiene 232 habitantes, de los cuales 106 son del sexo masculino y 126 del sexo femenino. La tasa de fecundidad es de 2.7 hijos por mujer y tiene 63 viviendas particulares habitadas.
| Gráfica de evolución demográfica de El Embocadero entre 1900 y 2020 |
|                                                                     |
| INEGI.                                                              |